# Punibach
Die Puni, im Südtiroler Dialekt der Puni, auch Punibach oder im Oberlauf Planeiltalbach genannt, ist ein rund 26 Kilometer langer Nebenfluss der Etsch im Vinschgau in Südtirol. Sie entspringt in den Ötztaler Alpen im Planeiltal, das ihren Oberlauf darstellt. Knapp unter Planeil erreicht sie an der Malser Haide das Etschtal. Anschließend durchfließt sie das Dorf Mals, um dann etwa ab der Höhe von Glurns weitgehend parallel zur Etsch im Vinschger Talboden zu verlaufen. Etwas unterhalb von Schluderns nimmt die Puni ihren größten Nebenfluss auf, den das Matscher Tal entwässernden Saldurbach, ehe sie rund 1,5 Kilometer weiter selbst in die Etsch einmündet.
Der Name wurde erstmals 1299 als flumen Punige erwähnt und kann von keltisch Bonika ‚Bach der Siedlung‘ kommen.
Nach dem Fluss ist die Puni Distillery benannt, die 2010 in Glurns gegründet wurde und damit die erste Whisky-Brennerei Italiens war.

## Belege
1. ↑  GeoBrowser der Autonomen Provinz Bozen – Südtirol. Abgerufen am 8. Oktober 2024.
2. ↑  Puni auf der Website der Südtiroler Landesagentur für Umwelt
3. ↑  Egon Kühebacher: Die Ortsnamen Südtirols und ihre Geschichte. Die geschichtlich gewachsenen Namen der Täler, Flüsse, Bäche und Seen. Athesia, Bozen 1995, ISBN 88-7014-827-0, S. 250–251.
4. ↑  Albrecht Greule: Deutsches Gewässernamenbuch. Walter de Gruyter, Berlin 2014, ISBN 3-11-033859-9, S. 417.
5. ↑  whisky.de: Puni (abgerufen am 21. November 2020).